# RV Willem III

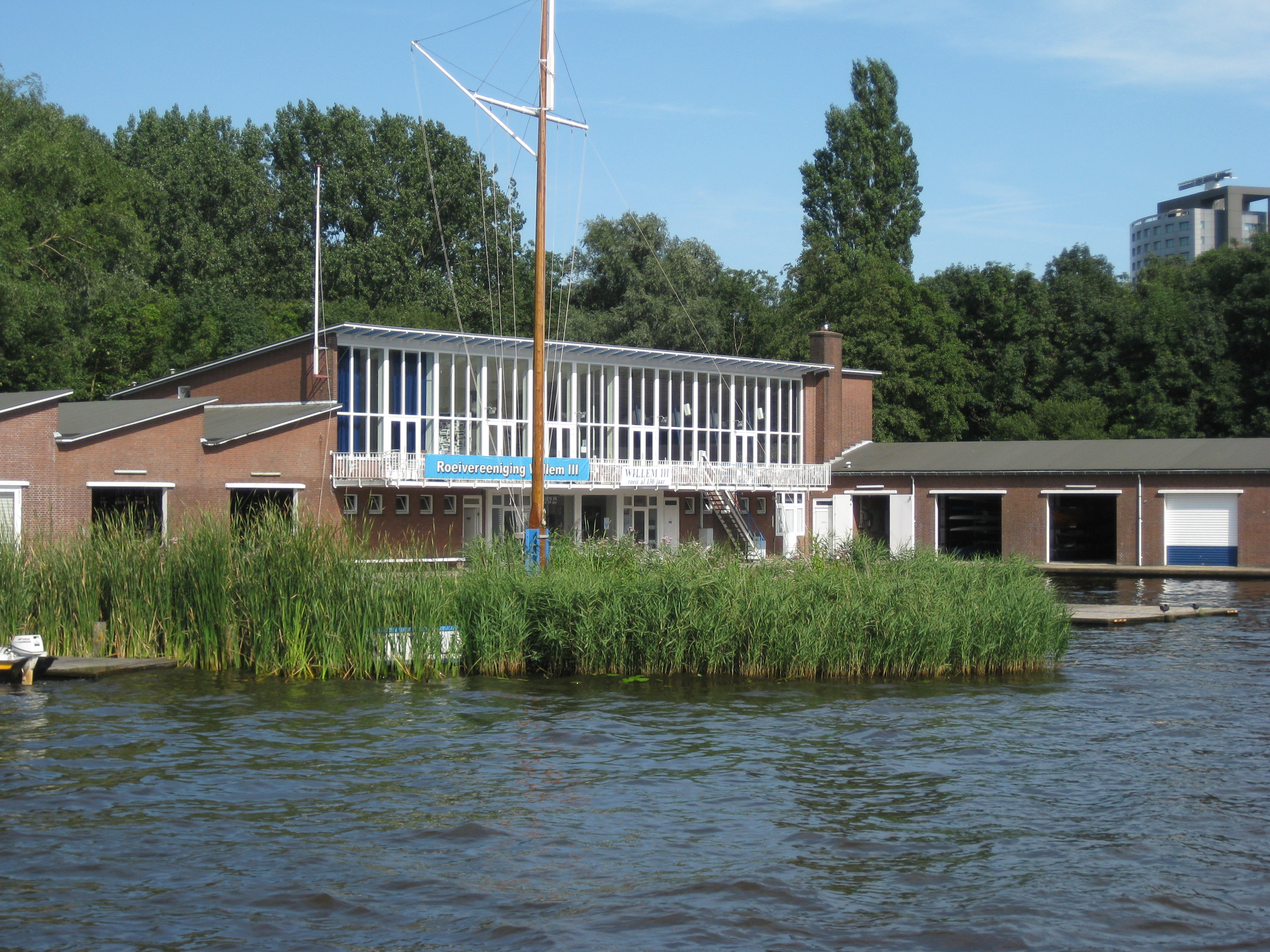
Gebouw van RV Willem III

RV Willem III is een van de grootste en oudste roeiverenigingen in Nederland. Zij is gelegen aan de zuidkant van Amsterdam, aan de oever van de Amstel tussen de Utrechtsebrug en de Rozenoordbrug. De vereniging heeft ook trainingsfaciliteiten bij de Bosbaan, de wedstrijdbaan aan de zuidwestkant van Amsterdam. Willem III organiseert jaarlijks samen met de ARB de Head of the River Amstel-wedstrijd.

## Geschiedenis
Roeivereniging Willem III werd op 22 augustus 1882 opgericht door een vijftal vrienden: de 15-jarige Arent Daniel Meyjes, zijn twee jaar jongere broer Gottfried en de broers Egbert, Fije en Kees Bok. Deze jongens waren te jong om lid te worden van een bestaande roeivereniging en besloten daarom een eigen vereniging op te richten. De eerste thuisbasis van Willem III werd de scheepstimmerwerf 'De Gouden Leeuw' van de vader van de broers Meyjes in de Kleine Kattenburgerstraat te Amsterdam. De vloot bestond uit één vierriemssloep (in bruikleen), de contributie was 5-10 guldencent per week en de jaarbegroting 25 gulden. Bij de vernoeming van de vereniging naar de toenmalige koning Willem III hadden de jongens zich niet gerealiseerd dat hiervoor toestemming van de monarch nodig was. In 1885 werd deze alsnog gevraagd en op 18 december 1886 door de koning gegeven.
In de volgende jaren groeiden de vereniging en de vloot, waardoor de eerste loods te klein werd. Aan de Hoogte Kadijk werd een grotere loods betrokken op de werf 'Koning William'. Al snel werd ook deze te krap en in 1890 werd een drijvend botenhuis in gebruik genomen dat een ligplaats had in het Oosterdok (tegenover de plek van het huidige Scheepvaartmuseum). In 1896 werd het botenhuis versleept naar de Amstel tussen de Govert Flinckstraat en de Stadhouderskade en in 1898 alweer verplaatst naar de locatie ter hoogte van het Amstelkanaal. Bij het tienjarige bestaan in 1892 had Willem III ongeveer 35 leden en 60 donateurs. Bij de eeuwwisseling was de vereniging uitgegroeid tot 80 leden en 77 donateurs en de vloot bestond uit 8 boten. In 1906 werd het lidmaatschap van Willem III ook voor vrouwen opengesteld.
Om de gestage groei op te vangen, was in 1899 een tweede drijvend botenhuis in gebruik genomen - maar beide botenhuizen waren een 'wankel' bezit. Tijdens een stormnacht in 1903 zonk een van de huizen (maar werd weer opgetakeld) en in 1907 sloeg het andere botenhuis op drift tijdens een storm. Daarom werd begonnen met de realisatie van een vast gebouw aan de Amstel, tegenover de Trompenburgstraat, dat in 1909 werd betrokken. Door de dreigende oorlog bereikte het ledenaantal een dieptepunt van 251 in januari 1940 maar in de volgende jaren groeide het aantal weer zo snel dat een ledenstop bij 500 leden werd ingesteld. Eind 1943 werd verordend dat alle clubhuizen van de roeiverenigingen aan de Amstel afgebroken moesten worden en in februari 1944 werd het gebouw aan de Trompenburg daadwerkelijk gesloopt. Bijna de gehele vloot was voor die tijd verplaatst naar een leegstaande wasserij in Nigtevecht. De leden bleven bij elkaar komen in een daarvoor gehuurd zaaltje op de Ceintuurbaan.
Na de oorlog verhuisde Willem III naar het gebouwtje van de 'Deutscher Turn und Rudernverein' (berekend op 80 leden) dat ook nog met RIC moest worden gedeeld. Het ruimte probleem was nijpend en een oplossing in de vorm van een nieuw clubhuis noodzakelijk. Op de algemene ledenvergadering in 1947 werd besloten op de huidige locatie een nieuw clubhuis te bouwen. Na het overwinnen van de financiële problemen, mede door grote bijdragen van de leden zelf, werd in 1953 met de bouw begonnen. Op 19 juni 1954 werd het gebouw feestelijk geopend en kon de Willem III vloot 'thuis' komen. Het gebouw werd in 1996 uitgebreid door een vergroting van de wherryloods, met daarin de ergometerruimte, waardoor de stellingruimte meer dan verdubbelde. In 2000 en 2001 werden respectievelijk de dames- en herenkleedkamers geheel gerenoveerd en geschikt gemaakt voor gebruik door gehandicapten. In 2005 werd een begin gemaakt met het renoveren van de bovenverdieping, inclusief de sociëteitszaal. Willem III begon 2006 met 800 leden en donateurs.